# Saint-Christophe-sur-le-Nais
Saint-Christophe-sur-le-Nais település Franciaországban, Indre-et-Loire megyében. Lakosainak száma 1077 fő (2022. január 1.). Saint-Christophe-sur-le-Nais Saint-Aubin-le-Dépeint, Saint-Paterne-Racan, Villebourg, Dissay-sous-Courcillon és Saint-Pierre-de-Chevillé községekkel határos.

## Népesség
A település népessége az elmúlt években az alábbi módon változott:
| Lakosok száma | 1022 | 877  | 925  | 1089 | 1095 | 1127 | 1127 | 1105 | 1092 | 1077 |
|               | 1968 | 1982 | 1990 | 2006 | 2013 | 2015 | 2017 | 2019 | 2020 | 2022 |